# 西藏新小竹
西藏新小竹（学名：Neomicrocalamus microphyllus）为禾本科新小竹属下的一个种。